# Torno a casa a piedi
| Recensione | Giudizio |
| ---------- | -------- |
| Rumore     |          |

(Cristina Donà, Più forte del fuoco)
Torno a casa a piedi è il settimo album in studio della cantautrice italiana Cristina Donà, pubblicato il 25 gennaio 2011 dalla EMI.

## Il disco
(da un'intervista di Cristina Donà)
Torno a casa a piedi viene pubblicato a tre anni di distanza dall'album acustico Piccola faccia e segna il ritorno di Cristina Donà sulle scene, questa volta affiancata alla produzione da Saverio Lanza, già produttore di Litfiba, Piero Pelù e Vasco Rossi. Il lavoro viene definito dalla stessa cantautrice come "un album che celebra la vita attraverso piccole istantanee composte con leggerezza ed ironia, un album musicalmente ricco, sfaccettato, ma anche lieve e luminoso". I testi sono di Cristina Donà, tranne Un soffio, scritta con il marito, lo scrittore Davide Sapienza, mentre le musiche sono state scritte dalla Donà insieme con Saverio Lanza. La canzone Un esercito di alberi è dedicata al figlio e al marito. Più forte del fuoco è invece stata dedicata a Niccolò Fabi, per la scomparsa della figlia Olivia, dopo la partecipazione della cantautrice all'evento benefico Parole di Lulù.
Il disco viene anticipato dal singolo Miracoli, in rotazione radiofonica dal 17 dicembre 2010. La canzone è stata in parte ispirata al film Una storia vera di David Lynch.

Il 18 marzo 2011 esce come secondo singolo Un esercito di alberi.
L'album ha debuttato nella classifica ufficiale italiana FIMI alla decima posizione.

## Tracce
Testi e musiche di Cristina Donà, Saverio Lanza.
1. Miracoli – 3:18
2. Un esercito di alberi – 4:21
3. In un soffio – 3:53
4. Giapponese (L'arte di arrivare a fine mese) – 4:03
5. Più forte del fuoco – 3:54
6. Aquilone – 4:28
7. Torno a casa a piedi – 4:32
8. Bimbo dal sonno leggero – 4:23
9. Tutti che sanno cosa dire – 3:33
10. Lettera a mano – 5:16 – contiene Lettera a mano - 3:20 e Ninna Nanna (traccia fantasma) - 1:16

## Traccia bonus
1. Miracoli (Versione Country) – 2:50 – Esclusiva iTunes

## Formazione
- Cristina Donà - voce (tracce 1,2,3,4,5,6,7,8,9,10); chitarra folk (tracce 7,10); cori (tracce 1,2,6,7,9)

Altri musicisti
- Saverio Lanza - chitarra folk (tracce 1,3,5,7,8,10); chitarra elettrica (tracce 1,2,3,4,5,6,7,8,9,10); basso (tracce 1,2,4,5,6,7,8,9,10); pianoforte (tracce 2,3,4,7,8); synth (tracce 4,6); mandolino (traccia 3); organo Hammond (traccia 9); fischio (traccia 5); cori (traccia 5)
- Fabrizio Morganti - batteria (tracce 1,2,3,4,5,6,7,8)
- Piero Monterisi - batteria (tracce 6,9,10)

### Archi
- Alberto Bologni - violino I (tracce 2,3,4,7,8,10)
- Lorenzo Borneo - violino II (tracce 2,3,4,7,8,10)
- Debora Giacomelli - viola (tracce 2,3,4,7,8,10)
- Elisabetta Sciotti - violoncello (tracce 2,3,4,7,8,10)
- Pierangelo Spitilli - contrabbasso (traccia 3)

### Fiati
- Francesco Cangi - trombone (tracce 1,2,3,5,6)
- Samuele Cangi - tromba (tracce 1,2,3,5,6)
- Claudio Giovagnoli - sassofoni (tracce 1,2,3,5,6)
- Giordano Geroni - tuba (tracce 1,3,5)

### Ospiti
- Riccardo Tesi - organetto (traccia 8 e ghost track)
- Laura Bruzzone - arpa (traccia 8)

## Classifiche
| Classifica (2011) | Posizione raggiunta |
| ----------------- | ------------------- |
| Italia            | 10                  |